# Passo d'Ampola
Il passo d'Ampola (747 m s.l.m.) è un valico alpino situato nella provincia di Trento che collega i paesi di Storo e di Tiarno di Sopra. Il passo prende il nome dall'omonima valle.

## Sport

### Giro d'Italia
Il 23 maggio 2006, il passo venne attraversato dal Giro d'Italia, durante la 16ª tappa, (Rovato>Monte Bondone).